# Baumeister am Petersdom

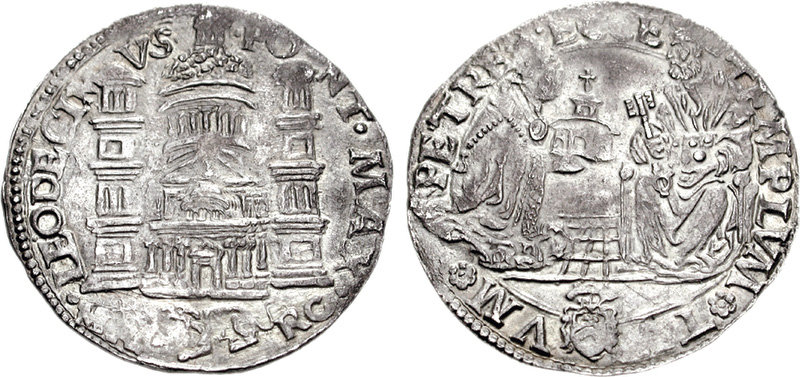
Der Giulio von Papst Leo X. zeigt ein Modell des neuen Petersdoms mit der Umschrift LEO DECIMVS PONT(ifex) MAX(imus).

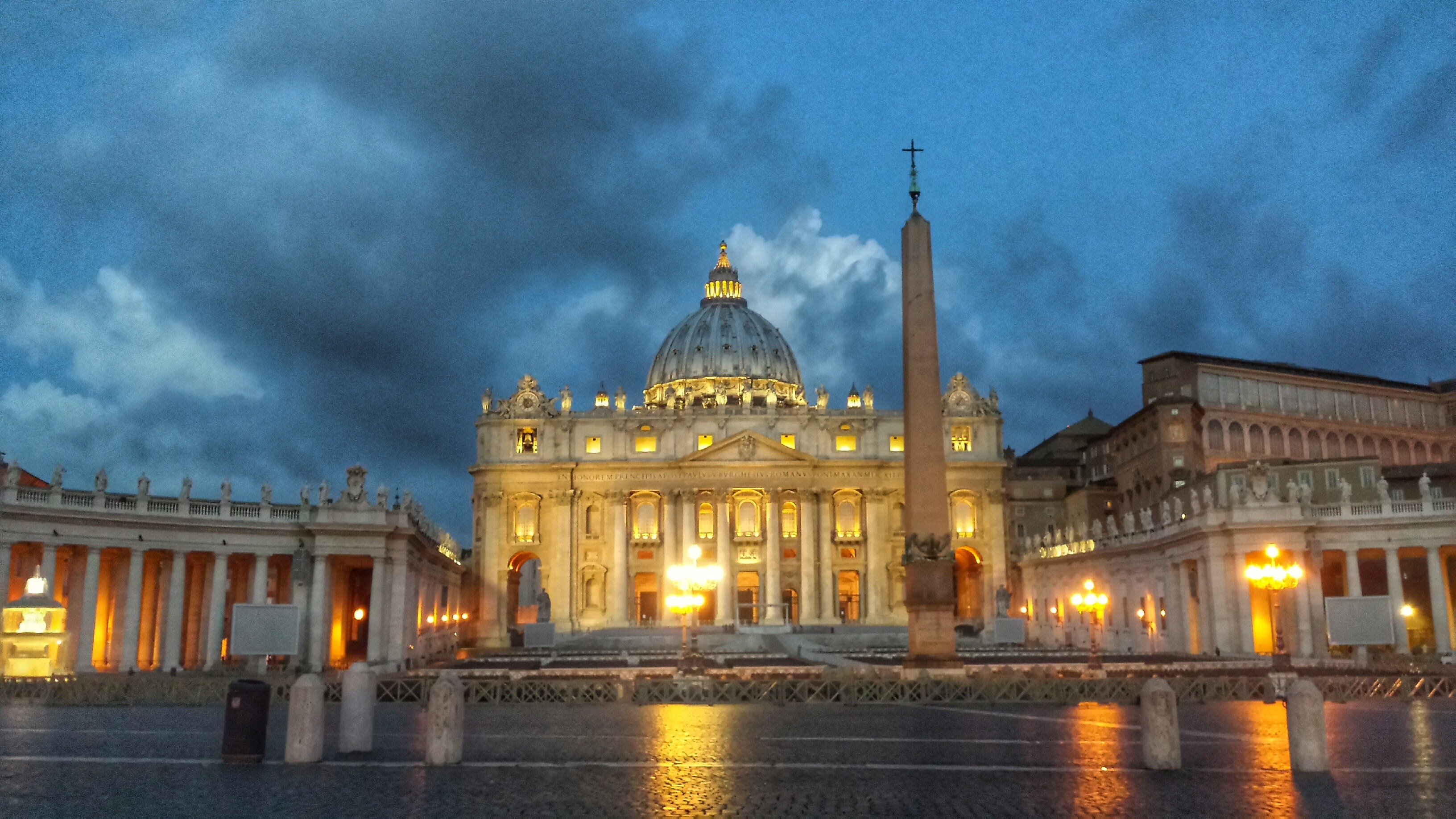
Petersdom und Petersplatz bei Nacht (2015)

Folgende Künstler und Architekten waren am Neubau des Petersdoms von 1504 bis 1670 beteiligt:
- 1504–1514: Donato Bramante († 1514), Grundlagenpläne, 1506 Grundsteinlegung, Vierungspfeiler
- 1514–1520: Raffael Santi († 1520), Entwurf der Tonnengewölbe zwischen den südlichen Vierungs- und Konterpfeilern
  - Assistenten:
    - 1513–1515: Fra Giovanni Giocondo († 1515)
    - 1514–1515: Giuliano da Sangallo († 1516)
    - 1516–1520: Antonio da Sangallo der Jüngere
- 1520–1546: Antonio da Sangallo der Jüngere († 1546), mehrere Pläne, großes Modell
  - Assistent: 1520–1536 Baldassare Peruzzi († 1536)
- 1547–1564: Michelangelo Buonarroti († 1564), Planung des Westteils der Basilika und der Tragkonstruktion der Kuppel
- 1564–1568: Pirro Ligorio († 1583)
  - Assistent: 1564–1568: Giacomo Barozzi da Vignola
- 1568–1573: Giacomo Barozzi da Vignola († 1573)
- 1574–1602: Giacomo della Porta († 1602), Fertigstellung der Kuppel, Errichtung der östlichen Nebenkuppeln
- 1603–1629: Carlo Maderno († 1629), Bau des Langhauses und der Ostfassade
- 1629–1670: Gian Lorenzo Bernini († 1680),  Baldachin, Petersplatz, künstlerische Ausgestaltung der Basilika
  - Assistent bei Errichtung des Baldachins: 1629–1633: Francesco Borromini († 1667)